# Hypopta marmorata
Langsdorfia marmorata is een vlinder uit de familie van de Houtboorders (Cossidae). De wetenschappelijke naam van de soort is voor het eerst gepubliceerd in 1890 door Peter Maassen.
De soort komt voor in Ecuador.